# Conrad Heyer
Conrad Heyer (Waldoboro, 10 de abril de 1749 - Ibídem, 19 de febrero de 1856) fue un granjero estadounidense y veterano de la Guerra de Independencia estadounidense. Destaca por ser posiblemente la persona más antigua jamás registrada en una fotografía.

## Biografía
Heyer nació en el pueblo de Waldoboro, Maine, entonces conocido como "Broad Bay" y parte de la Provincia de la bahía de Massachusetts. El asentamiento había sido saqueado y despoblado por los ataques de Wabanaki y reasentado con inmigrantes alemanes reclutados en Renania. Entre estos colonos estaban los padres de Conrad Heyer, quien también pudo haber sido el primer niño blanco nacido en el asentamiento.
Durante la Revolución de las Trece Colonias, Heyer luchó por el Ejército Continental bajo el mando de George Washington. Fue dado de alta en diciembre de 1776. Después de la guerra, regresó a Waldoboro, donde se ganó la vida como agricultor hasta su muerte en 1856. Fue enterrado con todos los honores militares.
En 1852, a la edad de 103 años, Heyer posó para un retrato de daguerrotipo. De este modo, se convirtió en la persona más anciana retratada en una fotografía de la que se tiene conocimiento. Sin embargo, el reclamo no está exento de disputas, ya que también se fotografió a los siguientes hombres: un zapatero llamado John Adams, quien afirmó haber nacido en 1745; un veterano de la guerra revolucionaria llamado Baltus Stone, presuntamente nacido en 1744; y un esclavo llamado Caesar, posiblemente nacido en 1738.